# 第4师团 (日本陆军)
第4师团又称大阪师团，是日军在二战爆发前17个常备师团之一。在多部軍事片當任企画的日本军事历史学家关幸辅認為該師的实际战斗能力不高。1945年從第4師團分離另設大阪師管區司令部。

## 簡歷
- 通稱：淀
- 编成时期：1888年5月14日
- 编成地：大阪
- 补给地区：大阪
- 二战投降时所在地：泰國南邦府南邦(Lampang)
- 投降时所属部队：第15军
- 所属步兵联队（编成时）：第8（大阪）、第37（大阪）、第61（和歌山）、第70（筱山）
- 所属步兵联队（投降时）：第8（大阪）、第37（大阪）、第61（和歌山）、第70（1941年9月，筱山第70聯隊被第25師團收編了）

## 历代师团长
1. 高島鞆之助（1888年5月14日－1891年6月1日）
2. 黑川通轨（1891年6月1日－1893年11月10日）
3. 北白川宫能久亲王（1893年11月10日－1895年1月28日）
4. 山泽静吾（1895年1月28日－1897年4月8日）
5. 小川又次（1897年4月8日－1904年9月3日）
6. 塚本胜嘉（1904年9月3日－1906年7月6日）
7. 井上 光（1906年7月6日－1908年12月21日）
8. 土屋光春（1908年12月21日－1910年8月26日）
9. 浅田信兴（1910年8月26日－1911年9月6日）
10. 一户兵卫（1911年9月6日－1912年12月26日）
11. 大迫尚道（1912年12月26日－1915年2月15日）
12. 仁田原重行（1915年2月15日－1916年8月28日）
13. 宇都宫太郎（1916年8月28日－1918年7月24日）
14. 立花小一郎（1918年7月24日－1919年4月12日）
15. 町田经宇（1919年4月12日－1921年6月15日）
16. 铃木庄六（1921年6月15日－1923年8月6日）
17. 村冈长太郎（1923年8月6日－1927年8月26日）
18. 菱刈 隆（1927年8月26日－1928年8月10日）
19. 林 弥三吉（1928年8月10日－1930年12月22日）
20. 阿部信行（1930年12月22日－1932年1月9日）
21. 寺内寿一（1932年1月9日－1934年8月1日）
22. 東久邇宮稔彥王（1934年8月1日－1935年12月2日）
23. 建川美次（1935年12月2日－1936年8月1日）
24. 今井 清（1936年8月1日－1937年3月1日）[5]
25. 松井 命（1937年3月1日－1938年7月15日）
26. 泽田 茂（1938年7月15日－1939年9月23日）
27. 山下奉文（1939年9月23日－1940年7月22日）
28. 北野宪造（1940年7月22日－1942年7月18日）
29. 关 原六（1942年7月18日－1943年9月25日）
30. 马场正郎（1943年9月25日－1944年12月26日）
31. 木村松治郎（1944年12月26日－1945年8月15日）

## 編成時隸下部隊
- 步兵第8联队（日语：歩兵第8連隊）（大阪）
- 步兵第37联队（大阪）
- 步兵第61联队（日语：歩兵第61連隊）（和歌山）
- 步兵第70联队（日语：歩兵第70連隊）（條山）

## 最終隸下部隊
- 步兵第8联队（日语：歩兵第8連隊）（大阪）
- 步兵第37联队（大阪）
- 步兵第61联队（日语：歩兵第61連隊）（和歌山）
- 捜索第4連隊 （金岡）
- 野砲兵第4連隊 （信太山）
- 工兵第4連隊 （高槻）
- 輜重兵第4連隊 （金岡）
- 師團通信隊
- 師團兵器勤務隊
- 師團衛生隊

## 文化資產
旧陸軍第四師團司令部：位於大阪府大阪市中央區大阪城1-1（位於大阪城旁），陸軍第四師會計部設計、清水組施工、地上3層建築地下1層鋼筋混凝土建築物。
1928年（昭和3年）慶祝昭和天皇大典紀念事業重建大阪城天守閣，大阪市民捐獻150萬元，其中天守閣建造費47萬元，公園整備費23萬元，另外80萬元建造陸軍第四師團司令部，集中分散在大阪城內的軍方辦公室，1931年（昭和6年）竣工，1940年（昭和15年）變成中部軍管區司令部，1945年戰敗由美軍接收，1948年（昭和23年）美軍歸還，作為大阪市警察，大阪府警察廳辦公室，1960年（昭和35年）至2001年（平成13年）3月31日作為大阪市立博物館，博物館遷出後目前建築閒置中。

## 战斗力问题
日本军史作者东功，专门写文反驳过第四师团很弱的说法，称这是对大阪人的岐视，比如在西南战争中，第四镇台面对萨摩武士组成的叛军（萨摩从战国时代到二战都以出日本最顽强的步兵闻名）毫不示弱，因此在参战各师团中唯一受到天皇奖勉，再如在日俄战争的南山之战中，第四师团曾攻下第1师团无法攻克的阵地，再如以山地战见长，日本知名的“丹波之鬼”筱山步兵第70联队就是从第四师团改编出来的，再如太平洋战争中它的步兵第8联队在攻克巴丹-科雷吉多尔之战中出了大力，得到了本间雅晴中将的通令表扬。伊藤桂一则在他的书中说：“不如该说大阪人是会用脑子战斗的军队，如果发现没有胜机他们就不会勉强从事，而是退回去寻找下一次胜机。”谷泽永一也说“到现在完全找不到能证实（嘲笑大阪兵）民谣的根据”。
第四师团战斗力十分弱的说法在中国大陸的流行，源于萨苏一篇文章，而此人的许多文章早有多人提出质疑，称内中充满大量的造假和断章取义。其中有许多细节如第四师团的参战会令中国军士气高涨的说法，根本找不到日文出处。

## 圖片

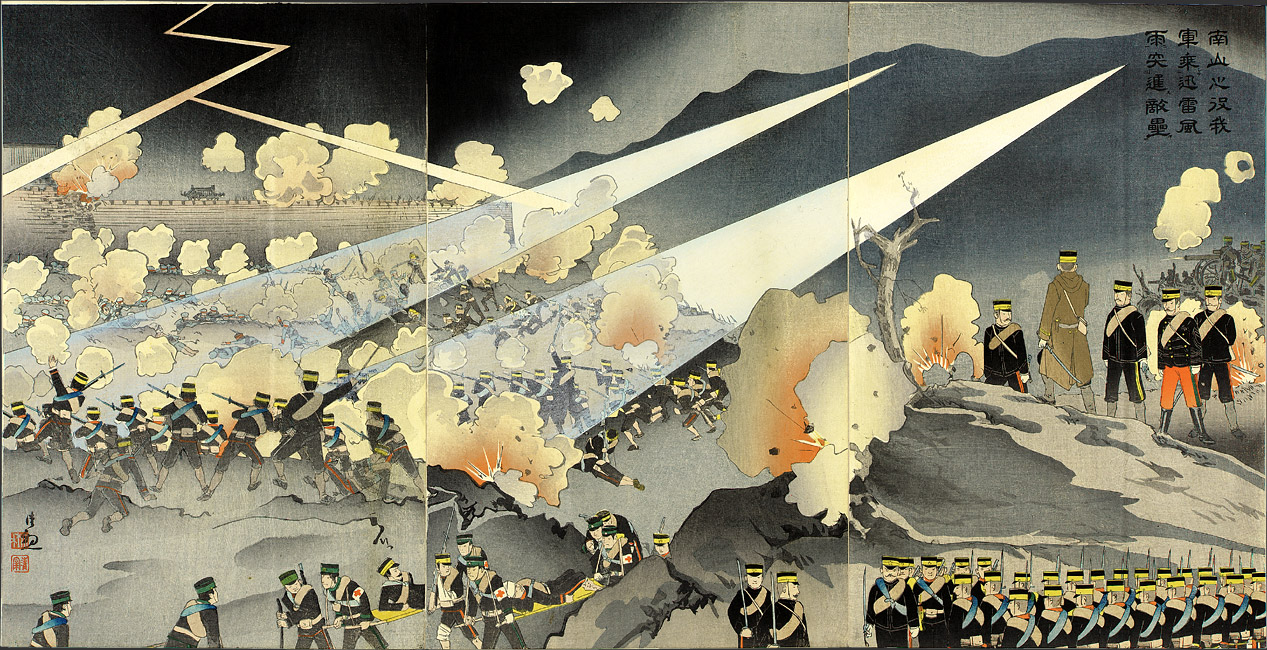
小林清親繪(1904)，第4师团於南山之戰中，此戰日軍向配備機槍的俄軍高處堡壘衝鋒，死傷為俄軍三倍。